# Mia Berner
Mia Anne Marie Berner, även Berner Öste och Berner Saarikoski, född 13 juni 1923 i Stavanger i Norge, död 9 december 2009 i Norge, var en norsk-svensk sociolog och författare.
Mia Berner var dotter till direktören Joachim Berner och Maria Magdalena (Maggi), ogift Rönning Hartvigsen. Hon började 1942 studera logik vid universitetet i Oslo.. Under sin studietid i Oslo rekryterades Berner som kurir i den så kallade Næssgruppen, en motståndsgrupp ledd av professor Arne Næss. 1943 blev Berner tvungen att fly till Sverige.
Genomslaget som författare kom först när Mia Berner var i sextioårsåldern med boken PS : anteckningar från ett sorgeår där hon skildrar det åttaåriga äktenskapet med Pentti Saarikoski. Mia Berner gjorde sig känd bland annat för sitt erotiska men samtidigt intellektuella språk.
Berner var även sociolog på Göteborgs universitet i 25 år. Efter sin pension drev hon fiske och en lantgård på Tjörn. 
I filmen Porträtt av en död – resan till Pentti Saarikoski av Ulf von Strauss har Mia Berner en framträdande roll.
Mia Berner var 1948–1963 gift med journalisten Sven Öste (1925–1996) och 1975 med författaren Pentti Saarikoski (1937–1983).